# Drino balloui
Drino balloui là một loài ruồi trong họ Tachinidae.